# イースタン航空401便墜落事故
イースタン航空401便墜落事故（イースタンこうくう401びんついらくじこ、英:  Eastern Air Lines Flight 401）とは、1972年12月29日にアメリカ合衆国フロリダ州のエバーグレーズで起きた航空事故である。
ニューヨーク（ジョン・F・ケネディ国際空港）発マイアミ（マイアミ国際空港）行きのイースタン航空401便（ロッキードL-1011「トライスター」）が、マイアミ国際空港へ着陸するため降着装置を下ろしたところ、前脚がロックされたことを示す表示灯が点灯しなかった。進入を中断して自動操縦装置で空港付近を旋回し、前脚の状態を確認することにした。その際に機長が意図せず操縦輪に力をかけたことで自動操縦の高度保持機能が解除され、緩やかな降下が始まった。操縦室の全員が前脚の問題に集中してしまい、誰も飛行状態を監視しない状況が生じた。その結果、手遅れになるまで降下に気付かず、そのまま湿地帯に墜落した。搭乗者176名中101名が死亡した。
再発防止策として危険な高度の航空機に管制官が警告できるように最低安全高度警報 (MSAW) が開発された。また、本事故以前のCFIT事故の教訓と合わせて対地接近警報装置 (GPWS) の開発が促された。さらに、本事故と類似の人的要因が関わる事故が続いたことでCRMが提唱されることになった。

## 事故当日のEA401便
イースタン航空401便（以下、EA401便）は、ジョン・F・ケネディ国際空港発、マイアミ国際空港行きの定期旅客便だった。
1972年12月29日のEA401便は、ロッキードL-1011「トライスター」で運航されていた。トライスターはこの年に就航開始したばかりの新鋭機で、左右の主翼下と機体尾部にそれぞれ1発ずつ、計3発のターボファンエンジンを備えたワイドボディ旅客機である。使用機材の機体記号は「N310EA」だった。この飛行機は同年8月にイースタン航空に納入され、事故までの飛行時間は936時間、飛行回数は502回だった。
EA401便の運航乗務員は機長、副操縦士（ファースト・オフィサー）、航空機関士（セカンド・オフィサー）の3名だった。
機長は55歳で、1940年にイースタン航空に入社した。1942年に旅客機の乗務資格を取得し、1951年に機長に昇格した。複数機種の乗務資格を経て、1972年の春から夏にかけてトライスターの乗務資格を取得した。彼は総飛行時間が29,700時間というベテランパイロットで、トライスターでの飛行時間は280時間だった。
副操縦士は39歳で、アメリカ空軍での経験を経て1959年にイースタン航空に入社した。当初は航空機関士として乗務し、1971年12月に副操縦士となった。翌1972年にトライスターへの転換訓練を受けて6月に完了した。総飛行時間は5,800時間、トライスターでの飛行時間は306時間だった。
航空機関士は51歳で、1947年に航空整備士としてイースタン航空に採用された。1955年に航空機関士の資格を取得し、1972年10月から12月にかけてトライスターへの転換訓練を完了した。総飛行時間は15,700時間、うちトライスターでの飛行は53時間だった。
加えてこの日は、整備技術者1名がコックピットの補助席に同乗していた。客室乗務員は10名、乗客は163名（前述の整備技術者を含む）が搭乗していた。

## 事故の経過

### 表示灯の不具合
東部標準時21時20分にニューヨークのジョン・F・ケネディ国際空港を離陸したEA401便は、順調に飛行して目的地のマイアミ国際空港への進入を開始した。副操縦士が操縦桿を操作し、機長は交信や降着装置等の操作を担当していた。マイアミ空港付近は晴れており視程は10マイル（約16キロメートル）と良好だったが、月はなく暗闇の中の飛行だった。
着陸のため機長が降着装置を下ろす操作をしたところ、前脚が下げ位置でロックされたことを示す表示灯が点灯しなかった。表示灯が点かない原因として考えられるのは、脚が正常に下りていないか、表示灯が故障したかのいずれかである。機長は脚下げ操作をやり直したが、表示灯はつかなかった。
23時34分05秒、機長はマイアミ空港の管制塔（タワー）を呼び出し、前脚の表示灯が点かないため旋回する必要がある旨を伝えた。タワーは了解し、高度2,000フィート（約610メートル）に上昇して進入管制（アプローチ・コントロール）に無線周波数を合わせるようEA401便に指示した。EA401便はこれを了承し、上昇して空港上空を通過した。

### 周回コースへ

進入を中断してから墜落に至るまでのEA401便の飛行経路。NTSBの事故調査報告書より転載。中央下にある白抜きの領域がマイアミ空港の滑走路。

23時35分09秒、EA401便は進入管制に無線をつなぎ、高度2,000フィートに達したことと、前脚の表示灯を確認する必要があることを伝えた。これに対し進入管制は、左に90度旋回するよう返信した。空港付近の決められたコースを周回して再度進入コースへ戻るためであった。EA401便はこれを了承して左旋回を開始した。
23時36分04秒、操縦を担当していた副操縦士にオートパイロット（自動操縦装置）を作動させるよう機長が指示した。トライスターは当時最新鋭のオートパイロットを備えており、方位や高度、速度などをセットすると、それに沿って自動で飛行できた。副操縦士はオートパイロットを作動させると、管制から指示された飛行方位をセットした。
続いて副操縦士が前脚の表示灯を取り外して調べたところ、ランプが切れていた。問題はその後だった。副操縦士が表示灯を元に戻そうとして誤った向きに差し込んでしまった。表示灯は中途半端に嵌って動かなくなった。
23時37分08秒、機長は航空機関士に対して、操縦室の床下にある電子機器室（エレクトロニクス・ベイ）に入って前脚の状態を目視確認するよう指示した。電子機器室には前脚の機構の一部が見える「のぞき窓」があり、脚が正しく降りたか確認できるようになっていた。

### 不自然な降下
23時37分24秒、EA401便は緩やかに降下を始めた。その24秒後、西に変針するように進入管制から連絡が入る。EA401便はこれを了承して旋回し、同時に降下も止まった。この間の降下量は100フィート（約30メートル）だった。
機長と副操縦士は表示灯を直そうとしていたが成功しなかった。23時38分46秒、機長は進入管制官を呼び出し、ランプを取り付けられるか確認するため、もう少し西へ飛びたいと要請した。進入管制はこの要求を許可した。
23時38分56秒から、機長と副操縦士は表示灯の再取り付けについて議論を続けた。飛行機は、23時40分頃から再び高度を下げ始めた。23時40分38秒、副操縦士が話している最中に0.5秒間の警報音が鳴った。この警報音は、オートパイロットの設定高度から250フィート（約76メートル）外れたことを知らせるものだった。しかし、2人のパイロットはこの音に言及せず、高度の修正操作も行われなかった。
23時41分、床下に入っていた航空機関士が頭を出し、「見えない。真っ暗で小さな光を当てた程度では何もわからない」と報告した。ここで、コックピットに同乗していた整備技術者が脚格納室の照明の点灯方法についてパイロットと会話してから、航空機関士を手伝うため床下に入った。

### 墜落
そうこうしている間に、EA401便の高度は下がり続けた。マイアミ空港の進入管制は、レーダー画面に表示されるEA401便の高度が900フィート（約270メートル）になっていることに気づいた。ただし当時は、一時的に高度が誤表示されることが珍しくなかった。一方この時、EA401便は管制官の管轄空域の境界に近づいていた。
23時41分40秒、この管制官はEA401便に以下のように呼びかけた。
「イースタン、エー、401、そちらはどんな具合か？」(Eastern, ah, four oh one how are things comin' along out there?)
管制官の問いかけに対し、機長はすぐに返答した。
「オーケー、一回りして戻りたい」(Okay, we'd like to turn around and come, come back in)
23時41分47秒、アプローチコントロールはこれを了承し、方位180（真南）に左旋回するよう指示した。EA401便は了解して旋回を開始した。
レーダーの誤表示ではなく、実際にEA401便は高度を落としていた。そのことに最初に気付いたのは副操縦士だったが、墜落までに残された時間は7秒しかなかった。23時42分05秒以降のコックピット・ボイス・レコーダー（CVR）には以下の音声が記録されている。
副操縦士「我々は高度に何かしました」(We did something to the altitude.)
機長「何？」(What?)
副操縦士「我々はまだ2,000フィートにいるはずですよね？」(We're still at two thousand, right?)
機長は叫んだ「おい、これは何が起きているんだ？」(Hey, what's happening here?)
23時42分10秒、着陸復行できる限界高度（30メートル）を切ったことを知らせる警報音がなる
2秒間に警報音が6回鳴り、続けて地面との衝突音

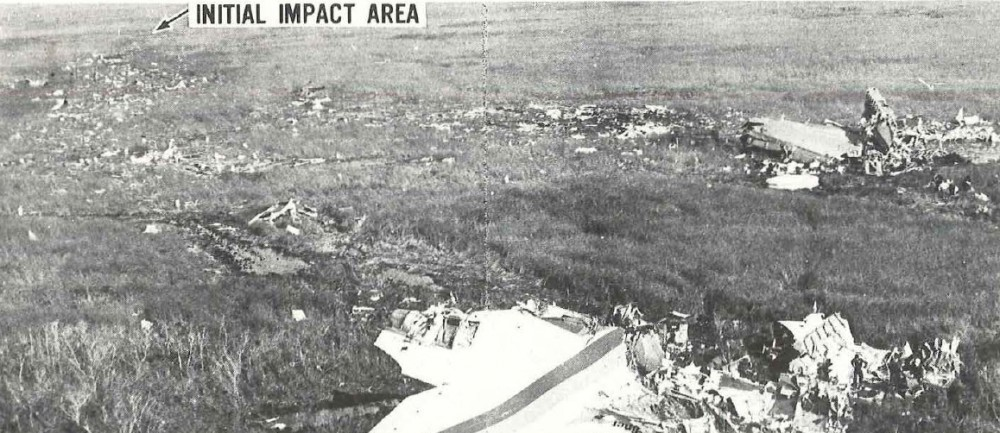
墜落現場の写真。白く見えるのは機体の一部である。

23時42分42秒、旋回のため左に28度傾いていたEA401便は左主翼から地面に衝突した。機体は次々と分解し、およそ幅90メートル、長さ490メートルの範囲に残骸が散乱した。墜落時に飛散した燃料により火災が発生し、その一部は客室部分に及んだ。墜落地点はマイアミ空港の西北西18.7マイル（約35キロメートル）、エバーグレーズ（草の海）と呼ばれる平坦で柔らかな湿地帯だった。

## 救助活動
マイアミ空港ではレーダー画面からEA401便の機影が消え、無線の呼び出しにも応答がなかったことから、管制官が沿岸警備隊に捜索を要請した。沿岸警備隊のヘリコプターが出動し、15分から20分ほどで墜落現場が特定された。生存者が確認され、直ちに救出活動が始まった。
また、偶然近くでボートに乗ってカエル漁をしていた地元住民が墜落を目撃していた。この目撃者も墜落現場に駆けつけ、救助隊と協力して生存者をボートで搬送した。暗い夜であり湿地での活動となった上、生存者が広範囲に散らばっていたものの、約4時間で生存者全員が病院に搬送された。
乗員176名のうち、99名が死亡、77名が重軽傷を負いながらも生存した。機長と副操縦士は墜落現場で死亡、航空機関士は病院へ搬送された後に死亡した。コックピットに同乗していた整備技術者は生存した。
犠牲者の主な死因は衝撃による胸部外傷だった。負傷の多くは骨折で、14名が火傷を負った。17名は入院を必要としない軽症だった。2名の生存者は事故後7日以上経過してから死亡した。米国連邦規則集の規定上は、この2人は生存者として集計されているが、本事故による怪我が死因である。
この事故は、ジェット旅客機の墜落事故としては珍しく生存率が高かった。生存者のほとんどは、散乱した残骸の前方と後方にいた。後に発行された事故調査報告書では、生存率が高かった理由を説明することは難しいとしつつ、以下のように示している。
胴体が分解する過程で生存者の多くは、かなり低速になるか停止するまで胴体の主要部に留まっていた。そして、飛散した機体構造が生存者を押し潰さずに済んだ。トライスターの座席は、支えの部分にショック・アブソーバーの機構を備えていたことに加えて、機体構造に強固に取り付けられていた。この座席構造は生存率に寄与したと考えられる。
墜落現場の写真

## 事故調査
米国の国家運輸安全委員会 (NTSB) が事故調査にあたった。
墜落現場で発見された前脚は、下げ位置でロックされていた。脚の表示灯も残骸の中から発見された。表示灯は、縦と横を間違えて押し込まれており動かなくなっていた。表示灯の二つの電球はいずれも切れていた。
事故機に搭載されていたコックピット・ボイス・レコーダー (CVR) とフライト・データ・レコーダー (FDR) が回収されて分析された。CVRからは、マイアミ空港の管制塔（タワー）を呼び出した時点からの音声が復元できた。FDRからは飛行速度、高度、方位、姿勢、加速度のほか、エンジン推力や各操縦翼面の状態が取得でき、飛行の経過を包括的かつ詳細に解析することができた。
各種調査や試験の結果から、機体の構造、エンジン、システムには故障や不具合は認められなかった。飛行中に火災や爆発が起きた痕跡もなかった。したがって、事故機はなぜ降下したか、そして乗員がなぜそれに気づかなかったかが調査の焦点となった。

### オートパイロットの設定

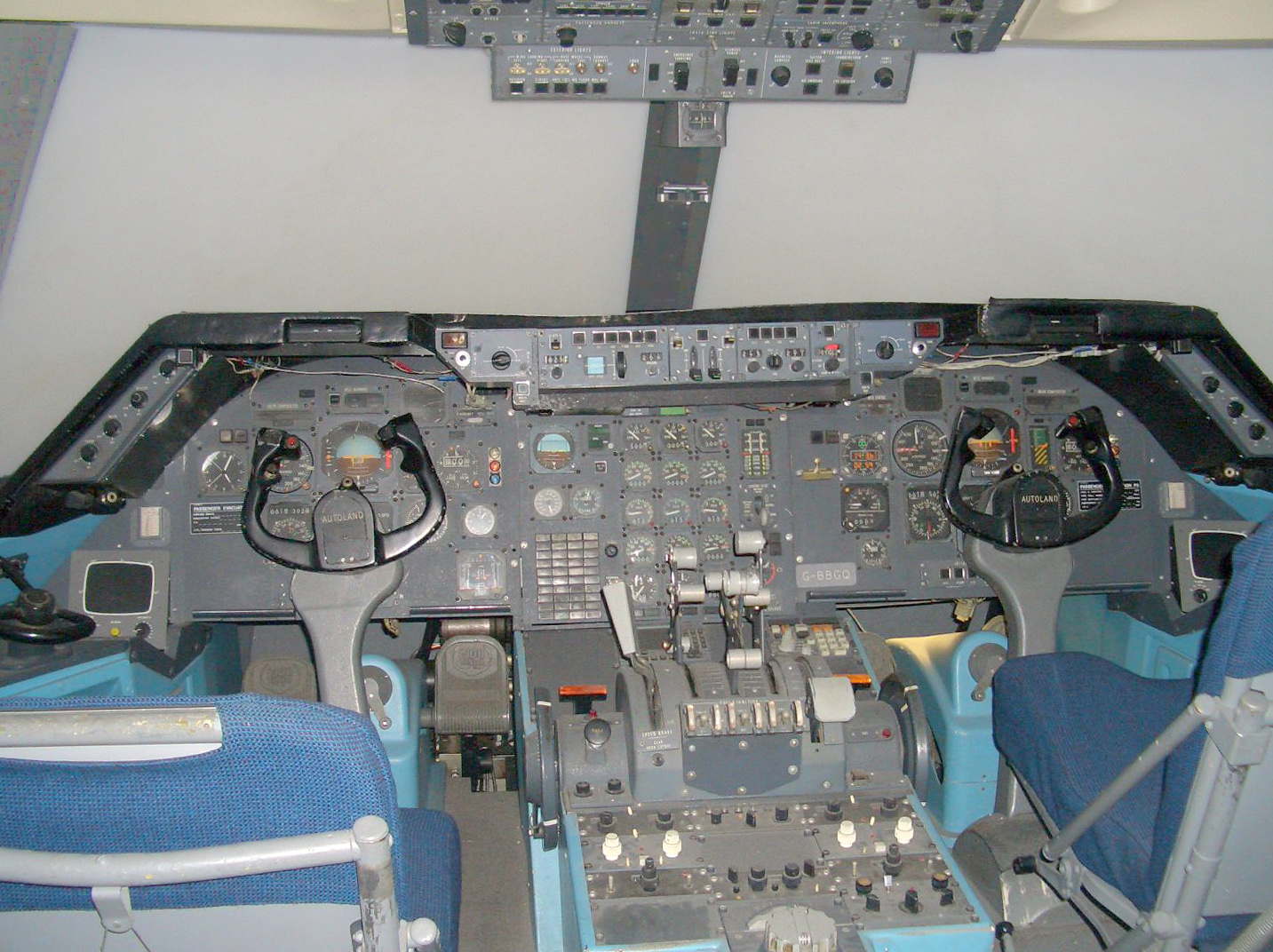
トライスターのコックピット。オートパイロットの設定はグレア・シールド（窓下の中央にある横長のパネル）で行われる

EA401便が進入を中断して空港を周回する際に、副操縦士はオートパイロットを作動させた。
トライスターのオートパイロットには二つのモードが備わっていて、状況に応じて使い分けることになっていた。基本のモードは「コントロール・ホイール・ステアリング」（以下、CWS）モードと呼ばれる。CWSモードでは、パイロットが操縦輪を操作して飛行機の姿勢を変えられる。そして手を離すと、その姿勢を維持するようにオートパイロットは機を安定させる。
方位・高度・上昇率などの目標値を与えて自動で追従させたい場合は「コマンドモード」を用いる。コマンドモードの目標値は、コックピットのボタンやダイヤルで入力する。
事故当時のオートパイロットがどういう設定だったかは一意に特定できなかったものの、FDRの記録や公聴会で得たパイロットたちの証言を元に事故調査委員会は次のように推定した。副操縦士は、コマンドモードでオートパイロットを作動させ、高度を維持するアルティチュード・ホールドと指定した方位へ飛ぶヘディング・セレクトを有効にした。これは、通常の手順通りの操作である。そして、維持する高度は2,000フィートにセットされたと考えられる。残骸から発見された事故機のオートパイロットにも、高度2,000フィートがセットされていた。

### 意図せず降下が始まる
それでは、なぜ事故機は降下したのか。
空港の周回コースに入ってから最初に高度の異変を生じたのは、墜落の4分48秒前である。FDRには下向きに0.04G（Gは重力加速度）の加速度が記録され、緩やかな降下が始まっていた。事故機のシステムには異常が認められなかったため、この縦の動きの変化は、オートパイロットの高度維持が解除されたためと推測されている。
トライスターのオートパイロットは、コマンドモードで作動中であっても軽い力で操縦輪を操作でき、パイロットが操縦を上書きできるよう設計されていた。さらに、操縦輪に一定以上の力がかかると、コマンドモードが解除されてCWSモードの姿勢維持に切り替わる。操舵力の向きに応じて、コマンドの解除は縦（ピッチ）と横（方位）のそれぞれで行われる。これは、設計上の安全策の一つであった。
では、なぜ高度維持が解除されたのか。
CVRの記録によると降下が始まったのは、航空機関士に脚を目視確認するよう機長が指示したところだった。航空機関士の席はパイロット席の後ろにある。航空機関士に話しかけるため、機長が後ろを振り向いた様子があった。そして、その際に意図せず操縦輪を押してしまい、高度維持を解除するだけの力がかかったと事故調査委員会は推定した。

### 乗員が気づいた様子がなかった
高度維持が解除されると、オートパイロットがCWSモードに切り替わる。ただし、高度維持機能には独特な仕様があった。計器パネルにコマンドモードが解除されたことが明示的に表示されず、モードを選択するレバーも元のまま（すなわちコマンドモード）で維持されたのである。それでも高度維持を意味する「ALT」の文字が表示パネルから消えることから、パネルをよく見れば解除に気づけたはずである。しかし、機長と副操縦士がそれに気づいた様子はなかった。
管制指示で方位を変えた際に、一度は水平飛行に戻ったものの、墜落の2分40秒前から再び高度を下げだした。二度目の降下の際には、わずかな機首下げとエンジン推力の減少が起きている。FDRによると推力は断続的に調整されており、その動きはオートスロットル（自動推力調整装置）では起こり得ないものだった。事故調査委員会は、いくつかの可能性を検討した上で、乗員による意図的な推力操作があったと判断した。
姿勢を変えずにCWSモードで推力を絞ると、機体の運動は降下する方向に向かう。通常であれば、推力操作の際に高度計も参考にする。しかし、もし自動操縦によって高度が維持されると乗員が思い込んでいたならば、高度計を確認せず推力を調整することも十分あり得た。
墜落の2分4秒前、自動操縦の設定高度から逸脱したことを注意喚起する警報音が鳴っていた。乗員はここで計器を確認して降下に気づくべきだった。しかし、2人のパイロットは表示灯についての議論の最中にあり、誰もこの警報音に言及せず、飛行機の姿勢修正も行われなかった。
事故調査報告書は次のように述べている。
オートパイロットの表示がどうなっていたか、あるいは推力減少がどのように生じたかによらず、飛行計器（高度計、昇降計、速度計、姿勢指示計、オートパイロットのバーティカル・スピード・セレクター）は水平飛行状態としては異常であることを示していたはずである
しかし、これまでに記した通り、墜落直前までの4分間、乗員が高度に注意を払った様子はなかった。

### 除外された要因
なぜ乗員が降下に気づかなかったか、調査検討を経て最終的に事故原因から除外された要因が二つある。

#### 機長の脳腫瘍
事故後の解剖によって機長に脳腫瘍があったことが分かった。機長の腫瘍は視力、特に周辺視野に影響を及ぼしうるものだった。視野に異常があれば、機長が計器を見落とした可能性もある。しかし、実際に視野障害があったのか、そして、あったとすればどの程度の欠損があったかを病変から特定することは不可能だった。機長の家族や同僚らの証言によると、機長の仕事や日常動作には視野障害の兆候が認められなかった。したがって、NTSBは機長の腫瘍を事故原因から除外した。

#### オートパイロットの不一致
トライスターのオートパイロットは二重化されており、AとBの二つのシステムが備わっていた。Aシステムは機長席、Bシステムは副操縦士席に繋がっていて、事故時の飛行状況においては、どちらか一方のシステムを作動させる仕組みだった。
事故機の両システムの間には、ある不一致があったことが事故調査によって見つかった。高度維持が解除される操舵力がAとBで異なっていたのである。この不一致により、もし機長側のAシステムが作動していて一定範囲の操舵力がかかると、高度維持が解除されるにも拘らず、副操縦士側では高度維持が作動中と表示される状況が起こり得た。そうなると、副操縦士は高度維持が解除されたことを認識できない。
ただし、NTSBは各種調査を踏まえて副操縦士側のBシステムが作動していたと推定した。この場合には、高度維持の誤表示は起こらない。したがって、両システムの不一致は事故の主要因にはならないと判断された。

### なぜ降下に気づかなかったか
それでは、なぜ乗員は高度を気にせず飛行したのか。この点について事故調査委員会は、二つの要因を挙げた。
一点目は、CWSモードに対する乗員の理解不足である。CWSモードで操縦輪やスロットルを操作した際の挙動について、事故機の乗員が十分に理解していない様子があった。さらに事故調査によって、このCWSモードに対する理解不足は事故機の乗員に限らないことが判明した。実は、イースタン航空の運航手順では、運航中にCWSモードを使用することを認めていなかった。事故調査報告書は、このCWSモードを禁止する会社方針によって、CWSモードに対するパイロットの理解不足が生じた可能性があると指摘している。
二点目は、自動化システムへの過度の依存である。アビオニクスの高度化やシステムの自動化が進展し、機器の信頼性が向上するにつれて、多くのパイロットはそれらのシステムへの依存度を高めつつあった。それによって、目の前にある手のかかる作業にパイロットの注意力が奪われ、基本的な操縦や飛行状況の監視が疎かになる。公聴会で得られた証言によると、設計当初や認証時の想定を超えて、パイロットはオートパイロットの信頼性や性能を過信していた。
これらの要因を指摘した上で、さらに事故調査報告書は以下のように強調している
明らかなことは、この事故は、ほかの多くの事故の場合もそうなのだが、たった一つの過失によって致命的な結果がもたらされたのではなく、航空機を運航する正規の手順からはずれた些細な逸脱行為が積み重なって一連の事態を引き起こし、ついに惨事に至った、ということである

### 推定原因
1973年6月14日にNTSBは事故調査報告書を発行した。報告書で結論された事故原因の要旨は次のとおりである
本事故の推定原因は、最後の4分間、運航乗務員が飛行計器を監視しなかったことであり、意図せず降下していたことに手遅れになるまで気づかなかったことである。前輪の表示灯の不具合に拘泥したことで乗員の注意が計器に払われず、降下が見過ごされた。

## 管制官の対応とコミュニケーション
推定原因には含まなかったものの、事故調査報告書では管制官の対応に関しても指摘している。
EA401便を担当していた管制官は、レーダー画面に示された同機の高度が900フィート（約270メートル）に下がっていることに気づいていた。フロリダ空港の管制情報システムは当時の最新式だったが導入されて日が浅く、一時的に実際と異なる高度が表示されることがしばしばあった。さらに、管制官が事故機に状況を問い合わせたところ、すぐに乗員から応答があった。したがって、この管制官は、事故機に危険が迫っているとは考えず、管轄していた他機の管制を続けた。事故後の調査において、EA401便に問い合わせたのは同機が管轄空域の境界に近づいたからだったと管制官は証言している。
当時の管制情報システムは、対地間隔情報を提供するようには設計されていなかった。また、そのような情報提供を管制官が行うための業務手順を連邦航空局 (FAA) は定めていなかった。事故調査委員会はこのことを認識した上で、それでも次の見解を示している。
「航空機の総合的な管制業務に関わる者であれば、明らかに危険な状況にある者に警告を行う本質的な責任がある。たとえそれが主たる職務でなくともである」。
また、管制官と乗員の意思疎通がうまくいっていなかった。管制官の「そちらはどんな具合か？」という表現は非常に曖昧だった。EA401便のパイロットは、表示灯のことを尋ねられたと思い込んだ可能性がある。そして、機長がすぐに「大丈夫だ」と返答してしまったことで、管制官はその返事を信用して危険はないと考えてしまった。

## 事故後の対策
この事故の教訓から、さまざまな再発防止対策が取られた。
もし、迅速に前脚を目視できていれば、この事故は防げた可能性がある。夜間だったので脚格納室の照明を点灯する必要があったが、乗員は脚扉が開けば照明が常につくと考えていた様子があった。照明スイッチはのぞき窓から遠い機長席のパネルにあり、実際に点灯操作が行われたのかはっきりしない。NTSBは、再発防止のためには目視を行いやすくする必要があると考え、脚格納室の照明スイッチをのぞき窓の近くに設置するようFAAに勧告した。この勧告に沿って、トライスターの改修が行われた。
事故機が設定高度から250フィート逸脱した際に、0.5秒間の警報音が鳴っていた。実は、高度逸脱を警告する手段として、トライスターには警報音だけでなく点滅式のランプがコックピットに備わっていた。しかし、イースタン航空では、乗員に不評だったためこのランプが作動しないようにしていた。NTSBはこの点を問題視し、ランプでも適切に警告するようイースタン航空に求めることをFAAに勧告した。しかし、この勧告に対応する耐空性改善命令 (AD) は発行されていない。最終的に、NTSBはこの勧告に対する対策は受容不可とした。
NTSBは、事故時の生存率を上げるための勧告も発行した。本事故の前に起きた2件の事故の教訓も踏まえて、客室乗務員席に肩掛け式シートベルトを装備し、離着陸時における着用を確実にするよう求めた。また、緊急脱出に備えて客室の誘導灯や非常灯を改善すること、そして携帯型照明を客室に搭載することを求めた。
本事故は、操縦可能でありながら意図せず降下して墜落に至ったCFIT事故である。本事故の前からジェット旅客機のCFIT事故が問題になっており、既に1970年代初頭の時点で対地接近警報装置 (GPWS) を開発するようNTSBが勧告していた。その中で本事故が発生したことからNTSBは、GPWSを義務化する規則改正を急ぐようFAAに求めた。そうして本事故からちょうど2年後の1974年12月に連邦規則集が改正され、航空会社のジェット機にGPWSの装備を義務付ける要件が盛り込まれた。
事故機の異常な高度低下に気づきながら管制官の対応が消極的だったのは、レーダーの表示高度を十分に信頼できないという事情があった。NTSBは、当時のレーダーシステムには航空機が地表に異常接近した際の警報機能がないことを問題視し、著しく高度を逸脱した際に管制官が助言できるようにレーダー情報処理システムを見直すようFAAに勧告した。これを受けて、レーダー情報システムの追加ソフトウェアとして、航空機が地表に異常接近した際に管制官に警告する「最低安全高度警報」(MSAW) が開発され、1976年11月から運用が開始された。
この事故では、乗員の注意配分が適切になされず、同乗の整備技術者を含めて全員が前脚の問題に集中してしまった。事故機では、機長の指示によって副操縦士が表示灯を取り外すことになったが、それまで副操縦士が行なっていた飛行状況の監視を誰が行うのか明確にされず、結局だれも監視しない状況が生じた。この事故から6年後、脚下げ表示灯のトラブルをきっかけに、またも操縦室内の業務配分に失敗して墜落した事故（ユナイテッド航空173便燃料切れ墜落事故）が発生した。また、同時期に乗員のコミュニケーションや人的要因に起因するテネリフェ空港ジャンボ機衝突事故も発生した。これらの事故を契機としてCRMの概念が提唱され乗員の訓練に組み込まれることになる。

## 「乗員の幽霊」に関する都市伝説
事故後しばらくして、事故機の乗員の幽霊をトライスター機内で見たという噂がイースタン航空従業員の間で流れた。噂では、事故機から使える部品が回収され、同社の他のトライスターを修理するために使われたと憶測され、その部品を取り付けた機体だけに幽霊が現れると伝わった。この幽霊目撃談はイースタン航空全体に広がり、ことによっては噂を広めた者を解雇すると経営陣が警告する事態となった。イースタン航空は幽霊の出現を公式に否定するとともに、同社のトライスターから事故機の部品を全て取り外したとの報道もされた。
本事故とその余波は、1976年にジョン・G・フラーによって『The Ghost of Flight 401』という題名で書籍化された。フラーはその著書で、イースタン航空機で起きた超常現象を、そして、それが事故機から回収された部品によって起きたとする物語を記した。同書を元にした同名のテレビ映画も作られ、1978年に放映された。この映画では、特に幽霊の逸話に焦点があてられた。
ミュージシャンのボブ・ウェルチは、1979年に発表したアルバム『Three Hearts』にて、「The Ghost of Flight 401」と名付けた楽曲を収録した。
イースタン航空の最高経営責任者 (CEO) でかつてアポロ計画の宇宙飛行士も務めたフランク・ボーマンは、墜落にまつわる幽霊話を「ごみ」だと呼んだ。イースタン航空は、名誉毀損に当たる内容があるとして訴訟を検討したが、むしろ同書の宣伝になってしまうと考えたボーマンは提訴しなかった。一方で機長の妻子は、機長の人格権とプライバシー権の侵害、および精神的苦痛を与えられたとしてフラーを訴えた。しかし、この訴訟は却下された。
1980年に発行されたロバート・J. サーリングの『Captain to the Colonel: An Informal History of Eastern Airlines』によると、EA401便の残骸から部品が流用され後に撤去されたという話は事実ではなく、さらに噂のような幽霊を見たと主張するイースタン航空の従業員もいなかったという。ブライアン・ダニングによると、幽霊目撃話の起源は、イースタン航空のとある機長が緊急着陸した際に「EA401便の航空機関士の幽霊が搭乗していた」と語ったジョークだという。

## 本事故を主題とした書籍や映像作品
ジャーナリストのロブ・エルダーとサラ・エルダーによる本事故を主題とした書籍『Crash』が1977年に出版された。同書に基づいて脚色を加えたテレビ映画『Crash』も制作され、1978年に放映された。
ナショナルジオグラフィックによるドキュメンタリーシリーズメーデー!:航空機事故の真実と真相では、第5シーズン第9話「Fatal Distraction」で本事故が特集されている。